# اورنج سیتی (فلوریدا)
اورنج سیتی (به انگلیسی: Orange City) شهری در شهرستان ولوسیا ایالت فلوریدا است که در سال ۱۸۸۲ بنیان‌گذاری شده‌است. این شهر طبق سرشماری سال ۲۰۱۰ میلادی، ۱۰٬۵۹۹ نفر جمعیت داشته و مساحت آن نیز ۱۵٫۹ کیلومتر مربع است.